# Wombling Merry Christmas
"Wombling Merry Christmas" is een kerstlied geschreven door Mike Batt, en opgenomen door de Britse band The Wombles. Uitgebracht in november 1974, bereikte het nummer in december van dat jaar een piek van nummer 2 in de Britse hitlijst en bleef het acht weken in de hitlijst staan. Het nummer werd ook uitgebracht in West-Duitsland, maar haalde de hitlijst niet.